# Gulfstream IV

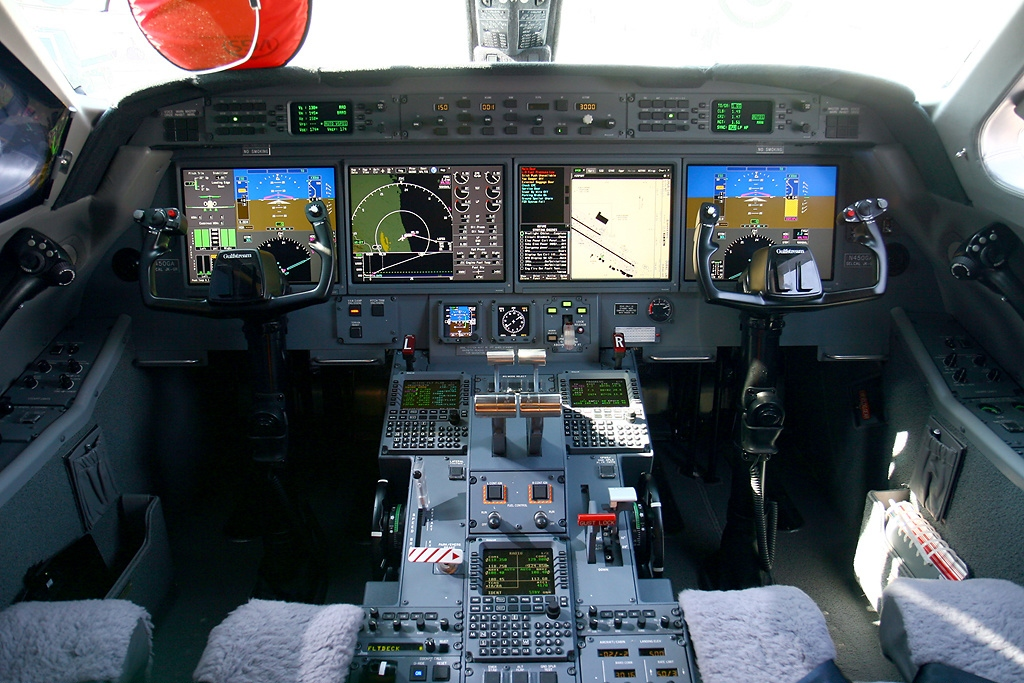
Cockpit van een Gulfstream IV (G450)

De Gulfstream IV (of G-IV of GIV) is een tweemotorige turbofan zakenjet. Het vliegtuig is ontworpen en gebouwd door de Amerikaanse vliegtuigbouwer Gulfstream Aerospace. De eerste vlucht vond plaats op  19 september 1985. Er zijn in totaal meer dan 900 stuks van gebouwd. In 2018 werd de productie gestaakt. Het toestel is opgevolgd door de Gulfstream V.
Het ontwerp van de G-IV is ontstaan uit de Gulfstream III. De G-III romp met T-staart werd verlengd en het vleugelontwerp aangepast. De motoren werden vervangen door twee Rolls-Royce Tay 611-8 turbofans met ieder 61,6 kN stuwkracht. Ook de avionics werden vernieuwd. De G-IV werd de eerste zakenjet met een volledige glass cockpit.
De Koninklijke Luchtmacht beschikt sinds 1996 over een Gulfstream IV, speciaal voor het vervoer van militaire - en civiele autoriteiten, waaronder ministers. Deze defensie-zakenjet wordt in 2023 vervangen door een Gulfstream G650.

## Varianten
G450
Model met een verlengde romp. De airstair passagiersdeur is iets naar achteren verplaatst. Nieuwe Rolls-Royce Tay 611-8C motoren met verbeterde straalomkering, motorgondels en ophanging. Vliegbereik: 8.056 km.
G350
Idem als de G450 maar met kleinere brandstoftanks. Vliegbereik: 7.038 km.
C-20F/G/H/J
Versie voor het Amerikaanse leger. De C-20F, C-20H en C-20J zijn executive versies voor het vervoer van hoge militairen. De C-20G is geschikt voor 26 passagiers, vracht of een combinatie hiervan.

## Fotogalerij

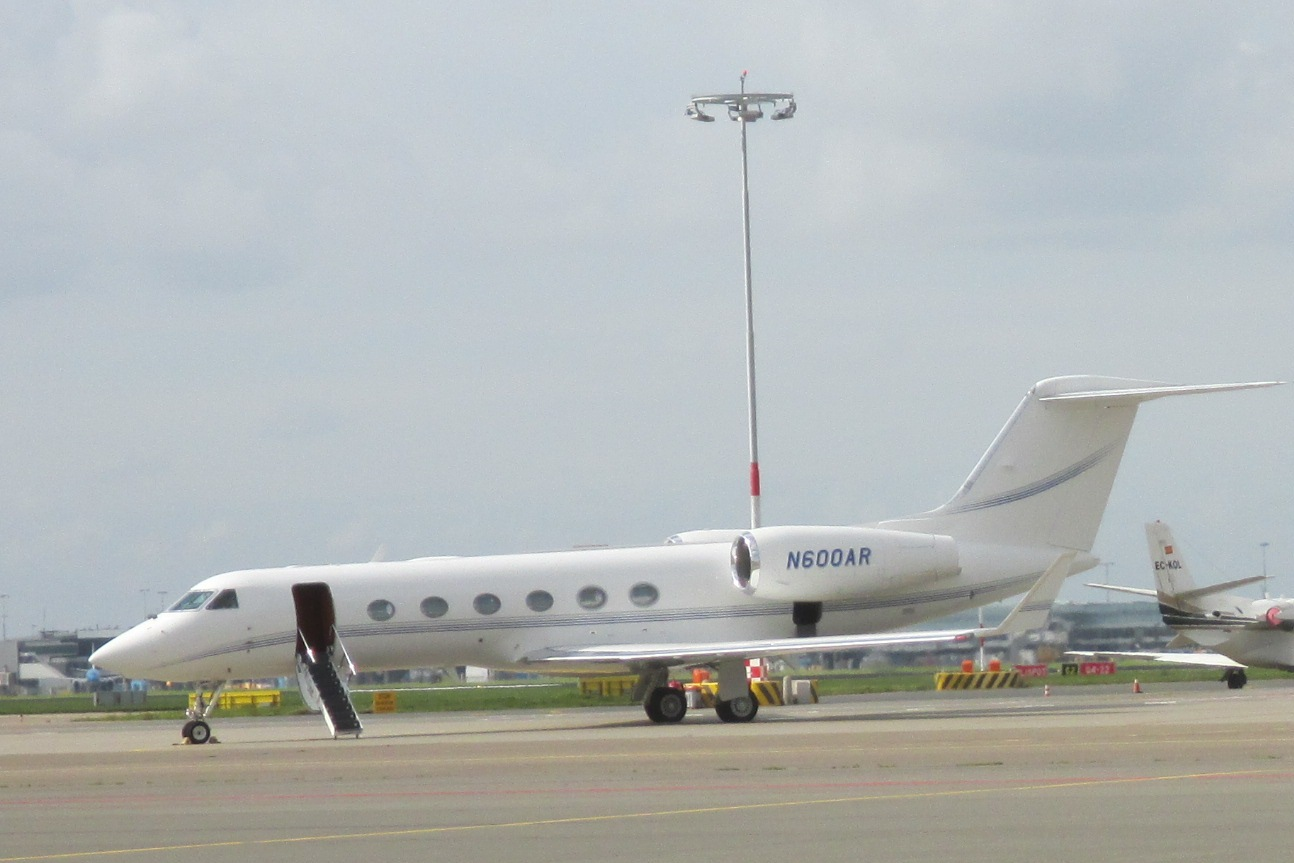
Gulfstream IV, model G450 (Schiphol-Oost 2021)
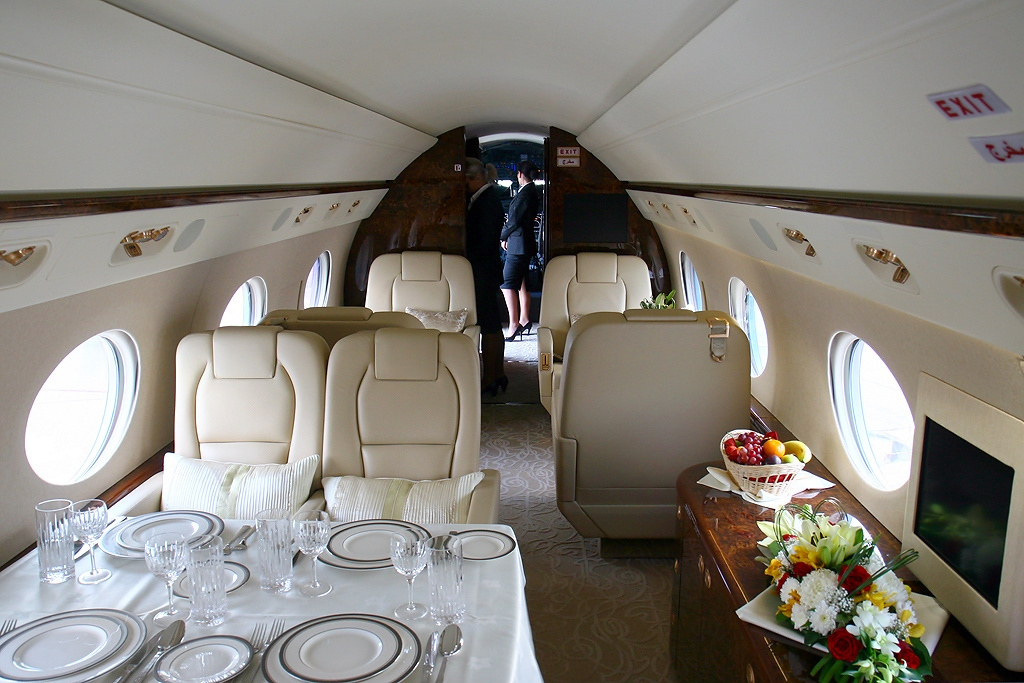
Executive interieur Gulfstream IV
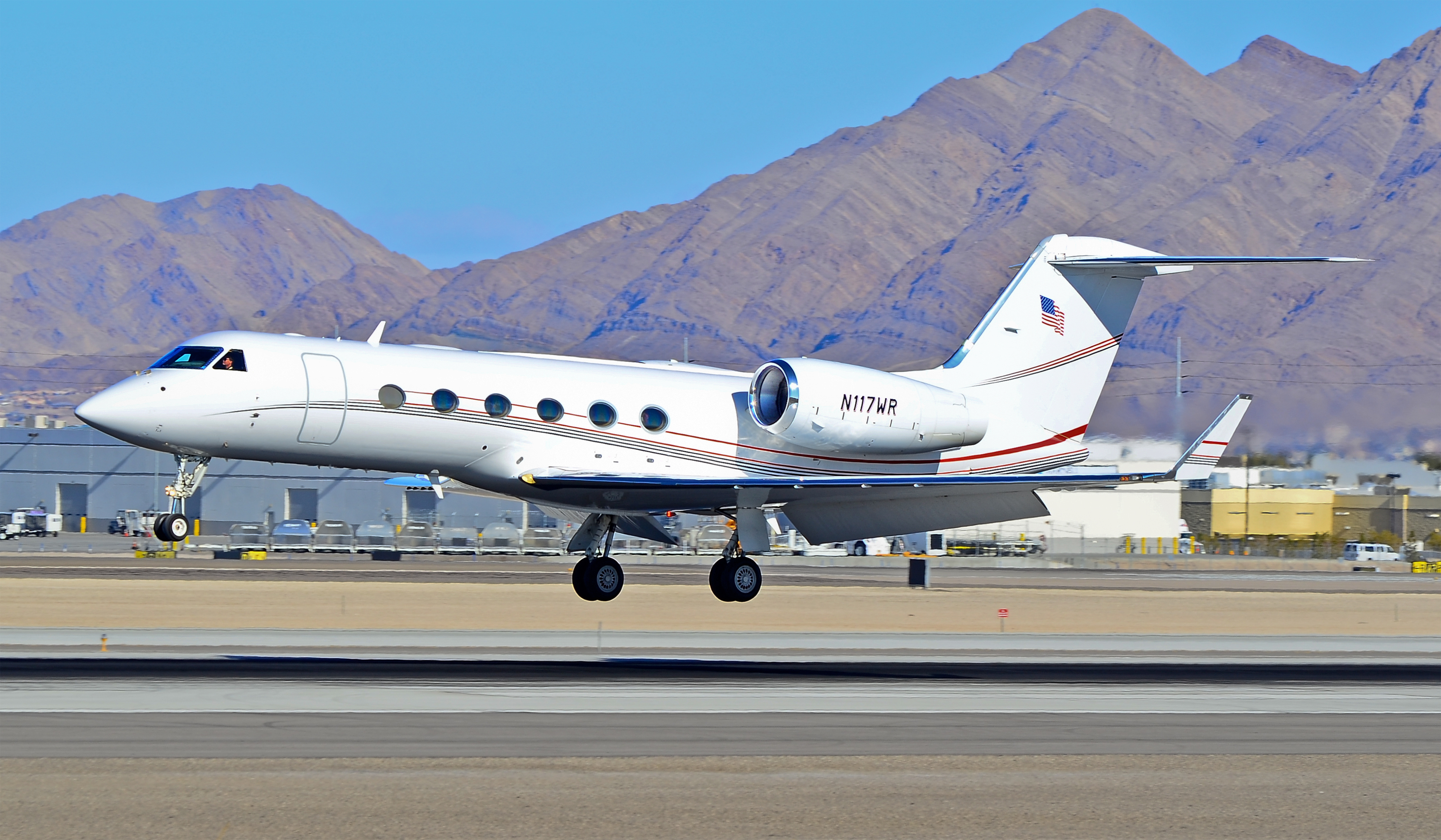
Model G350 (Las Vegas 2011)
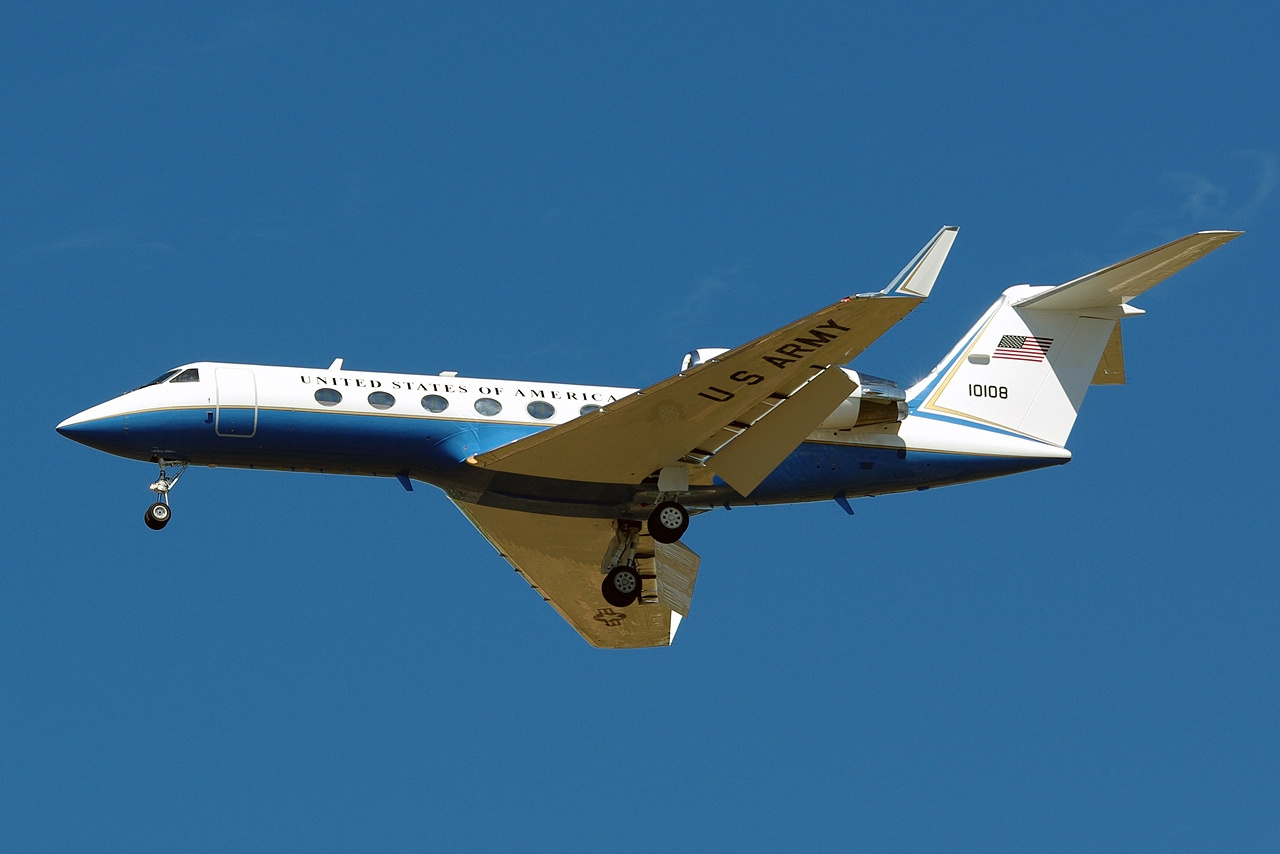
US-Army C-20F (2010)